# Адеко България
„Адеко България“ ЕООД е предприятие за услуги, свързани с работна сила, със седалище в София, България. Към 2017 година то има обем на продажбите 72,8 млн. лева и около 2900 служители.
Създадено през 2006 година като „Аджилон Консултинг България“, то е подразделение на базираната в Швейцария „Адеко Груп“. Основните му дейности са аутсорсинг на услуги в областта на информационните технологии, услуги за временна заетост и посредничество при набиране на персонал.